# Projekt Longshot

Alfa Centauri, cel misji Longshot

Projekt Longshot – koncepcyjny projekt NASA, stworzony w latach 1987–1988, mający na celu opracowanie planu wysłania do układu Alfa Centauri bezzałogowej sondy. Głównymi celami misji miały być: wyznaczenie za pomocą paralaksy odległości do gwiazd stałych, zbadanie gwiazd tworzących układ oraz ośrodka międzygwiezdnego.
Projekt zakładał wykorzystanie dostępnej technologii oraz realistyczne perspektywy rozwoju techniki na przestrzeni 20–30 lat do czasu wysłania sondy. W celu rozpędzenia statku do wymaganej prędkości przelotowej w locie międzygwiezdnym, został zaproponowany pulsacyjny napęd termojądrowy, wykorzystujący sekwencję eksplozji termojądrowych, przeprowadzonych w sposób niezagrażający sondzie. Dzięki niemu sonda miała osiągnąć maksymalną prędkość 13 411 km/s, czyli ok. 4,5% prędkości światła w próżni. Mimo tak wielkiej szybkości, planowany czas lotu wynosił 100 lat.

## Przebieg misji
Termin rozpoczęcia misji został określony luźno jako „początek XXI wieku”. Sonda miała zostać złożona na niskiej orbicie okołoziemskiej przez załogę Stacji Kosmicznej z modułów wysyłanych kolejno z Ziemi. Następnie za pomocą silnika rakietowego na paliwo chemiczne, miała zostać umieszczona na orbicie okołoziemskiej, a następnie okołosłonecznej, nachylonej pod kątem 61° do równika niebieskiego (deklinacja układu α Cen). Dopiero tam, z dala od Ziemi, miał zostać uruchomiony główny silnik sondy.
W trakcie kolejnych dziesięcioleci lotu sonda zbierałaby dane dotyczące ośrodka międzygwiezdnego. Po 71 latach statek rozpocząłby hamowanie, obracając się o 180° i ponownie uruchamiając silnik pulsacyjny. To pozwoliłoby na przelot w pobliżu gwiazdy Proxima Centauri po dalszych 20 latach, a następnie wejście na orbitę wokół Alfa Centauri B. Główna część misji zakładała badania obu centralnych gwiazd oraz wyznaczenie metodą paralaksy odległości do gwiazd w promieniu 1,2 Mpc od Słońca (czyli nie tylko w całej Drodze Mlecznej, ale też w galaktyce Andromedy).

## Problemy realizacyjne
Pod względem czasu trwania, taka misja przekraczałaby jakąkolwiek wcześniej przeprowadzoną; niezbędna byłaby współpraca kilku pokoleń naukowców. Koszty konstrukcji sondy i utrzymania infrastruktury na Ziemi prawdopodobnie byłyby wyższe niż programu Apollo.
Napęd jądrowy, choć realistyczny i bardzo obiecujący, wciąż nie został wprowadzony do użytku w sondach kosmicznych. Oprócz wysokich kosztów realizacji, prace nad tego typu silnikami spotykają się z ogromną niechęcią społeczną. Podobny problem dotyczy umieszczonego na pokładzie reaktora jądrowego, mającego zasilać aparaturę badawczą i silniki.
Także komunikacja z sondą oddaloną o 4,37 roku świetlnego byłaby niezmiernie utrudniona. Projekt Longshot zakładał wykorzystanie laserów wysokiej mocy do przesyłania danych na Ziemię. Sonda musiałaby działać niemal całkowicie autonomicznie, korygując tor i prędkość lotu, a w późniejszej części misji także wybierając cele badań.